# Army (singel Ellie Goulding)
„Army” – drugi singel angielskiej piosenkarki Ellie Goulding, promujący jej trzeci album studyjny, zatytułowany Delirium. Twórcami tekstu i muzyki utworu są: Ellie Goulding, Max Martin, Savan Kotecha oraz Ali Payami, natomiast jego produkcją zajął się Max Martin. Singel swoją premierę miał 9 stycznia 2016 roku.

## Kompozycja
Utwór jest napisany w tonacji B z tempem 87 uderzeń na minutę. Wokal Goulding w wysokości od B3 do B4. Piosenka została napisana dla najlepszej przyjaciółki Ellie, Hannah.

## Teledysk
Teledysk do „Army” został wyreżyserowany przez Conora McDonnella, a premiera odbyła się 14 stycznia 2016 roku. Klip jest czarno-biały. Na ekranie co jakiś czas pojawia się piosenkarka wraz ze znajomymi, którzy są w trakcie zabawy. Występują również fragmenty z koncertów na żywo. 

## Lista utworów
- Digital EP[7]

1. „Army” (Orchestral Abbey Road Performance / Live) – 4:12
2. „Army” (Danny Dove Remix) – 3:13
3. „Army” (Mike Mago Remix) – 3:18

- Digital download (remixes)[8]

1. „Army” (Mike Mago Remix) – 3:18
2. „Army” (Danny Dove Remix) – 3:13

## Personel
Opracowano na podstawie materiału źródłowego.

- Ellie Goulding – wokal prowadzący, autor tekstu
- Cory Bice – asystent inżynierii dźwięku, wokal wspierający
- Peter Carlsson – wokal wspierający
- Tom Coyne – mastering
- Serban Ghenea – miksowanie
- Rickard Göransson – wokal wspierający
- Sam Holland – wokal wspierający, inżynier dźwięku
- Rob Katz – inżynier dźwięku
- Savan Kotecha – wokal wspierający, autor tekstu
- Jeremy Lertola – asystent inżynierii dźwięku, wokal wspierający
- Silke Lorenzen – wokal wspierający
- Kristian Lundin – dodatkowe nagrywanie wokalu
- Max Martin – wokal wspierający, produkcja, programowanie, autor tekstu
- Randy Merrill – asystent masteringu
- Jake Sidloski – perkusja, programowanie bębna, produkcja
- Ali Payami – wokal wspierający, gitara, produkcja, programowanie, autor tekstu
- Doris Sandberg – wokal wspierający
- Jenny Schwartz – wokal wspierający

## Notowania i certyfikaty
| Lista (2015–16)                       | Najwyższa pozycja |
| ------------------------------------- | ----------------- |
| Australia (ARIA)                      | 87                |
| Belgia (Ultratop 50 Flandria)         | 41                |
| Czechy (Rádio Top 100)                | 52                |
| Irlandia (IRMA)                       | 53                |
| Słowacja (Rádio Top 100)              | 37                |
| Stany Zjednoczone (Top 40 Mainstream) | 33                |
| Wielka Brytania (UK Singles Chart)    | 20                |

| Państwo               | Status        |
| --------------------- | ------------- |
| Wielka Brytania (BPI) | srebrna płyta |

## Historia wydania
| Region                                | Data                 | Format                                                               | Wytwórnia                      | Źródło       |
| ------------------------------------- | -------------------- | -------------------------------------------------------------------- | ------------------------------ | ------------ |
| Świat                                 | 30 października 2015 | Digital download (udostępnione za pomocą pre-orderu albumu Delirium) | Polydor                        | [ 17 ]       |
| Wielka Brytania                       | 9 stycznia 2016      | Contemporary hit radio                                               | Polydor                        | [ 2 ]        |
| Włochy                                | 15 stycznia 2016     | Contemporary hit radio                                               | Polydor                        | [ 18 ]       |
| Świat (z wyjątkiem Ameryki Północnej) | 29 stycznia 2016     | Digital EP                                                           | Polydor                        | [ 7 ] [ 19 ] |
| Stany Zjednoczone                     | 19 kwietnia 2016     | Contemporary hit radio                                               | Cherrytree Records, Interscope | [ 20 ]       |
| Ameryka Północna                      | 29 kwietnia 2016     | Digital download (remixes)                                           | Polydor                        | [ 8 ]        |